# Андронік Дука
Андронік Дука (грец. Ανδρόνικος Δούκας; бл. 1048, Константинополь — 14 жовтня 1077, Константинополь) — державний та військовий діяч Візантійської імперії.

## Життєпис
Походив з династії Дук. Син Іоанна Дуки, цезаря (брата імператора Костянтина Х), та Ірини Пегонітісси, доньки аристократа Нікетаса Пегоніта. Дата народження невідома. Здобув класичну освіту. У 1060-ті роки обіймав посаду стратега феми Фракісій.
Зумів розпочати кар'єру за імператора Романа IV Діогена, отримавши посаду протовестіарія. У 1068 році на посаді проедра й архітега брав участь у поході до Північної Сирії, де було захоплено фортецю Ієраполь. 1071 року в новому поході імператора проти сельджуків очолив союзницькі та стратіотські загони. Брав участь у битві біля Манцикерту, в якій очолював резерв. Під вечір імператор наказав відступати, але через непорозуміння Андронік Дука пішов зразу до Манцикерта, не забезпечивши відхід Романа IV, в результаті останній потрапив у полон. Але Андронік оголосив того загиблим, в результаті чого призвів до паніки. В подальшому його звинувачували в загальній поразці візантійців. Того ж року призначено доместіком схол Сходу.
У 1072 році отримав посаду мега доместика (великого доместика) і разом з братом Костянтином за наказом імператора Михайла VII рушив переходити Романа Діогена, якого сельджуцький султан Алп-Арслан відпустив з полону. Зрештою Андронік Дука захопив колишнього імператора в Кілікії, доставивши того до Константинополя. Але він виступив проти осліплення Діогена.
У 1073 році стає пропроедром (одним з вищих сановників імперії). У 1074 році разом з батьком очолив війська проти бунтівних норманів на чолі із Русселем де Байлеулем, але зазнав поразки, пораненим потрапив у полон. Згодом здобув свободу й вимушений був лікуватися, але зрештою помер 1077 року від набряку.

## Родина
Дружина — Марія, донька Трояна Болгарського (сина Івана Владислава, царя Болгарії)
Діти:
- Михайло (1061—до 1117), протостратор
- Костянтин, себаст
- Стефан, себаст
- Іоанн (1064—до 1137)
- Ірина (1066—1138), дружина імператора Олексія I Комніна
- Анна, дружина Георгія Палеолога
- Теодора, черниця